# ジョアン・サストレ・バンレル
- ホアン・サストレ

ジョアン・サストレ・バンレル（Joan Sastre Vanrell  ,  1997年4月30日 - ）は、スペイン・バレアレス諸島州マヨルカ島ポレレス出身のプロサッカー選手。ポジションはDF。PAOKテッサロニキ所属。メディアによっては『ホアン・サストレ』と表記されることもある。

## 来歴
2009年に地元のRCDマヨルカのカンテラに入団。2014-15シーズンにBチームに昇格。2015-16シーズンにトップチームに昇格し、2015年9月10日のコパ・デル・レイのSDウエスカ戦で、トップチーム初出場。2017-18シーズンからトップチームに定着し、同シーズンのセグンダ・ディビシオンB、翌シーズンのセグンダ・ディビシオンでの昇格争いに勝利し、2019-20シーズンは一気にプリメーラ復帰を果たした。
2019年10月6日のRCDエスパニョール戦では、アンテ・ブディミルの先制ゴールをアシスト。更に同月19日のレアル・マドリード戦では、ラゴ・ジュニオールの先制ゴールを守り抜いて1-0で勝利し、歴史的アップセットを経験した。
2022年1月12日、PAOKテッサロニキに買い取りオプション付きのハーフシーズンの契約でレンタル移籍をした。